# 모모조노 러브
모모조노 러브(일본어: 桃園 ラブ, 한국명: 박소미)는 토에이 애니메이션의 프리큐어 시리즈 《프레시 프리큐어!》에 등장하는 가공의 인물이다. 애니메이션에서 목소리를 연기한 성우는 일본판은 오키 카나에, 한국판은 김서영이다.

## 개요
큐어 피치로 변신하며, 변신 시 파트너는 피룬(핑크링). "체인지 프리큐어 비트업!"이라고 외치며 변신한다. 신장은 159cm, 혈액형은 AB형.

### 인물
주인공으로, 공립 요츠바 중학교 2학년. 가족은 가발 만드는 일을 하는 아버지와 슈퍼에서 근무하는 어머니가 있다. 아오노 미키, 야마부키 이노리와는 소꿉친구로, 각각 '미키땅', '부키'라 부른다. 말버릇은 "행복은 손에 넣는거야!"(幸せゲットだよ!)
이름이 영어식인 러브인 이유는 그녀의 할아버지가 손녀의 이름을 지을 때 국제적인 감각이 있어야한다는 이유로 러브(Love)'라는 이름으로 지었다고 한다.
친구의 실연에 눈물을 펑펑 쏟을 정도로, 자신보다도 남을 위해 뜨거워지는 따뜻하고 천진난만하며 활기찬 소녀. 맘속으로 굳게 결심한건 쭉 밀고나가는 솔직하고 순수한 성격의 소유자로, 이런 성격이 히가시 세츠나를 만났을 때도 자신보다는 세츠나의 행복을 우선적으로 생각했기 때문에 이후 세츠나가 마음을 고쳐먹을 수 있게 해준다. 반면, 그 순수함이 때론 감정적으로 되는 경우가 많아, 상처받기 쉽고 깊이 고민하며 텐션이 떨어져버리는 일도 많다.
공부나 스포츠는 잘하는 편은 아니지만, 댄스는 무엇보다 좋아하며, 댄스 유닛 '트리니티'의 열렬한 팬이다. 자신의 방에 트리니티 포스터를 걸어놓고 있으며, 그중에서도 특히 리더인 미유키에게 강한 동경을 안고있다. 1화에서 인연으로 그녀에게 직접 댄스 레슨을 받았으며, 이후 소꿉친구인 미키, 이노리를 끌어들이고 댄스 유닛을 결성한다.
바쁜 어머니를 대신해 어렸을 때부터 가사일을 도와서 상당한 요리솜씨를 가지고 있으며, 특히 햄버그를 만드는 데 자신이 있고, 좋아하기도 하다. 덧붙여 당근을 싫어하며 바느질에 서투르다.
한때 히가시 세츠나라는 가명으로 인간으로 위장한 이스와 친하려고도 하였지만 그녀의 정체를 알고있는 미키에 의해서 이스였다는 사실을 알게되었다. 하지만 그녀를 세츠나라고 믿으며 비가 내리는 때에 죽음을 앞둔 이스와 눈물까지 흘리면서 최후의 1:1 전투를 치렀으며 이스가 죽고 아카링에 의해 프리큐어로 갱생하여 큐어 패션으로 탄생하게 되고 히가시 세츠나로서 새 삶을 시작하자 그녀와 함께 한 집에서 살아가게 되었다.

## 큐어 피치
"핑크의 하트는 사랑의 상징! 갓 따낸(달콤한) 프레쉬, 큐어 피치!"(ピンクのハートは愛のしるし! もぎたてフレッシュ、キュアピーチ!) 이미지 색은 분홍색.
1화에서 피룬의 힘에 의해 본 작품에 있어서 가장 먼저 각성한 프리큐어(사랑의 전사). 이름의 모티브는 복숭아
머리 색은 변신 전의 황갈색머리에서 레몬빛깔의 금발로 변하며, 눈동자 색도 변신 전보다 더 선명해진 분홍색으로 변한다.
머리모양은 짧은 트윈테일에서 허리까지 닿는 긴 트윈 테일로 변한다.
변신 후 복장의 기본 테마색은 분홍색으로, 스커트 아래의 프릴의 페티코트가 여러개 겹쳐있으며, 완장에는 리본이 달려있다.
허리 앞부분에 작은 리본이 양쪽으로 달려있고, 뒤쪽에는 앞에것보다 큰 리본이 하나 달려있다.
전투 스타일은 자기보다 남을 위해 열심히 하는 러브의 성격처럼 솔선해서 먼저 돌격하는 선봉대장 스타일로, 몸을 던져 적의 행동을 막거나 하는 경우가 많다. 펀치 능력이 뛰어나다고 분석 결과가 나왔다.
필살기
- 프리큐어 러브 선샤인

손을 하트 모양으로 한 후 핑크 빛을 내는 기술.
- 프리큐어 러브 선샤인 프레쉬

"닿아라! 사랑의 멜로디!"(届ける! 愛のメロディ!)이라는 구호와 함께 큐어 스틱 피치 로드에서 발사되는 강력한 필살기. 핑크 하트형 빛의 에너지가 적을 감싸 정화한다.